# تفجير باراتشينار 2017
تفجير بارتشينار هو تفجير انتحاري وقع داخل سوق بالقرب من مسجد شيعي في مدينة باراتشينار الواقعة في شمال غرب باكستان في 31 مارس 2017، ما ادى إلى وقوع أكثر من 22 قتيل وما يزيد عن 57 جريح. حيث أدان رئيس وزراء باكستان نواز شريف الهجوم.

## ردود الأفعال
إيران: أدان المتحدث باسم الخارجية الإيرانية بهرام قاسمي، التفجير الانتحاري، معربا عن المواساة للحكومة والشعب وذوي ضحايا هذه الجريمة الارهابية.
واكد قاسمي، أن «علاج الإرهاب في المنطقة والعالم ليس ممكنا سوي في توفر الإرادة الصلبة لقطع الشرايين المادية والمعنوية الداعمة للإرهاب والتطرف ودخول جميع لحكومات في آلية للتعاون الجماعي والصادق.»